# Prix Bédélys
Les prix Bédélys récompensent chaque année des bandes dessinées parues ou diffusées au Québec. Ils sont fondés en 1999 par l'organisme Promo 9e art et sont gérés par le Festival BD de Montréal depuis avril 2019,. Le jury est composé de bibliothécaires, de libraires, d'éditeurs et d’autres professionnels du livre.
De 1999 à 2002, les prix sont remis en fin d'année; de 2004 à 2012 ils sont remis en début d'année suivant celle de la parution des ouvrages. Depuis 2012, ils sont remis dans le cadre du Festival BD de Montréal lors de la cérémonie d'ouverture,.

## Bédélys Québec
Ce prix récompense la meilleure bande dessinée professionnelle publiée au Québec à partir d'une sélection de cinq finalistes. Il est doté d’une bourse de 1 500 $ et d'un trophée unique créé par l’artiste Karl Dupéré-Richer.
Prix remis par le Festival BD de Montréal :
| Bandes dessinées gagnantes  |
| Bandes dessinées finalistes |

| Édition    | Année de parution | Titre                                                    | Bédéiste | Maison d'édition     |
| ---------- | ----------------- | -------------------------------------------------------- | --- | -------------------- |
| 26e (2025) | 2024              | Momm                                                     | Catherin | Pow Pow              |
| 26e (2025) | 2024              | Ama                                                      | André-Philippe Côté | Moelle Graphik       |
| 26e (2025) | 2024              | Le chahut qui vient                                      | Aude Fourest | L’Oie de Cravan      |
| 26e (2025) | 2024              | Maya contre la malédiction du centre d'achat             | Sophie Bédard | Pow Pow              |
| 26e (2025) | 2024              | Salade de fruits                                         | Cathon | Pow Pow              |
| 25e (2024) | 2023              | Are You Willing to Die for the Cause?                    | Chris Oliveros | Drawn and Quarterly  |
| 25e (2024) | 2023              | Botanica drama                                           | Thom | Pow Pow              |
| 25e (2024) | 2023              | Les inconvénients de la félicité                         | François Donatien | Nouvelle adresse     |
| 25e (2024) | 2023              | Passages secrets, T.1                                    | Axelle Lenoir | Pow Pow              |
| 25e (2024) | 2023              | Shérif Junior, T.1                                       | Samuel Cantin | Pow Pow              |
| 24e (2023) | 2022              | Utown                                                    | Cab | Nouvelle adresse     |
| 24e (2023) | 2022              | La méduse                                                | Boum | Pow Pow              |
| 24e (2023) | 2022              | Les rescapés de l'éternité                               | Grégoire Bouchard | Moelle Graphik       |
| 24e (2023) | 2022              | Symptômes                                                | Catherine Ocelot | Pow Pow              |
| 24e (2023) | 2022              | Time zone J                                              | Julie Doucet | Drawn and Quarterly  |
| 23e (2022) | 2021              | Football-Fantaisie                                       | Zviane | Pow Pow              |
| 23e (2022) | 2021              | La conquête du cosmos                                    | Alexandre Fontaine Rousseau et Francis Desharnais | Pow Pow              |
| 23e (2022) | 2021              | Le petit astronaute                                      | Jean-Paul Eid | La Pastèque          |
| 23e (2022) | 2021              | Poisson à pattes                                         | Blonk | Pow Pow              |
| 23e (2022) | 2021              | René Lévesque — Quelque chose comme un grand homme       | Marc Tessier (scénariste) et Louis Rémillard, Jacob Doyon, Alain Chevarier, Blanche, Marc Pageau, Réal Godbout, Jordanne Maynard, Jean-Pierre Chansigaud, François Donatien, Christian Quesnel, Mathieu Massicotte Quesnel, Luc Sanschagrin, Sophie Bédard (dessinateurs/trices) | Moelle Graphik       |
| 22e (2021) | 2020              | Temps libre                                              | Mélanie Leclerc | Mécanique Générale   |
| 22e (2021) | 2020              | Aliss                                                    | Patrick Senécal et Jeik Dion | Front Froid et Alire |
| 22e (2021) | 2020              | Bouée                                                    | Catherine Lepage | La Pastèque          |
| 22e (2021) | 2020              | Casa Rodeo                                               | Thom | Pow Pow              |
| 22e (2021) | 2020              | C'est comme ça que je disparais                          | Mirion Malle | Pow Pow              |
| 21e (2020) | 2019              | Les petits garçons                                       | Sophie Bédard | Pow Pow              |
| 21e (2020) | 2019              | Projet Shiatsung                                         | Brigitte Archambault | Mécanique Générale   |
| 21e (2020) | 2019              | Le Mouchequetaire                                        | Antonin Buisson | Pow Pow              |
| 21e (2020) | 2019              | Comment les paradis fiscaux ont ruiné mon petit-déjeuner | François Samson-Dunlop | Écosociété           |
| 21e (2020) | 2019              | Wendy                                                    | Walter Scott | Mécanique Générale   |

Prix remis par Promo 9e art :
| Édition    | Année de parution | Titre                                                      | Bédéiste                                                | Maison d'édition                   |
| ---------- | ----------------- | ---------------------------------------------------------- | ------------------------------------------------------- | ---------------------------------- |
| 20e (2019) | 2018              | La vie d’artiste                                           | Catherine Ocelot                                        | Mécanique générale                 |
| 20e (2019) | 2018              | De concert                                                 | Jimmy Beaulieu, Sophie Bédard, Vincent Giard et Singeon | La mauvaise tête                   |
| 20e (2019) | 2018              | Folk                                                       | Iris                                                    | La Pastèque                        |
| 20e (2019) | 2018              | Je est un hôte                                             | Robert Marcel Lepage                                    | La mauvaise tête                   |
| 20e (2019) | 2018              | La petite Russie                                           | Francis Desharnais                                      | Pow Pow                            |
| 19e (2018) | 2017              | Vogue la valise - L'intégrale                              | Siris                                                   | La Pastèque                        |
| 19e (2018) | 2017              | L’esprit du Camp, tome 1                                   | Axelle Lenoir et Cab                                    | Studio Lounak                      |
| 19e (2018) | 2017              | Moi aussi je voulais l’emporter                            | Julie Delporte                                          | Pow Pow                            |
| 19e (2018) | 2017              | Titan                                                      | François Vigneault                                      | Pow Pow                            |
| 19e (2018) | 2017              | Whitehorse, Deuxième partie                                | Samuel Cantin                                           | Pow Pow                            |
| 18e (2017) | 2016              | Nunavik                                                    | Michel Hellman                                          | Pow Pow                            |
| 18e (2017) | 2016              | Hiver nucléaire, tome 2                                    | Cab                                                     | Front Froid                        |
| 18e (2017) | 2016              | Le retour de l’Iroquois                                    | Louis Rémillard                                         | Trip                               |
| 18e (2017) | 2016              | Les 500 premiers Cadieux                                   | Xavier Cadieux                                          | La mauvaise tête                   |
| 18e (2017) | 2016              | Main d’œuvre                                               | Ariane Dénommé                                          | La mauvaise tête                   |
| 17e (2016) | 2015              | Whitehorse, première partie                                | Samuel Cantin                                           | Pow Pow                            |
| 17e (2016) | 2015              | Je vois des antennes partout                               | Julie Delporte                                          | Pow Pow                            |
| 17e (2016) | 2015              | Paul dans le nord                                          | Michel Rabagliati                                       | La Pastèque                        |
| 17e (2016) | 2015              | La petite patrie (d’après le roman de Claude Jasmin)       | Julie Rocheleau et Normand Grégoire                     | La Pastèque                        |
| 17e (2016) | 2015              | Ping-pong                                                  | Zviane                                                  | Pow Pow                            |
| 16e (2015) | 2014              | Chroniques du Centre-Sud                                   | Richard Suicide                                         | Pow Pow                            |
| 16e (2015) | 2014              | L’abominable Charles Christopher, tome 2                   | Karl Kerschl                                            | Studio Lounak                      |
| 16e (2015) | 2014              | La collectionneuse                                         | Pascal Girard                                           | La Pastèque                        |
| 16e (2015) | 2014              | Les cousines vampires                                      | Cathon et Alexandre Fontaine-Rousseau                   | Pow Pow                            |
| 16e (2015) | 2014              | J’aime les filles                                          | Obom                                                    | L'Oie de Cravan                    |
| 15e (2014) | 2013              | L'Amérique ou Le Disparu (d'après le roman de Franz Kafka) | Réal Godbout                                            | La Pastèque                        |
| 15e (2014) | 2013              | L’abominable Charles Christopher, tome 1                   | Karl Kerschl                                            | Studio Lounak                      |
| 15e (2014) | 2013              | Les deuxièmes                                              | Zviane                                                  | Pow Pow                            |
| 15e (2014) | 2013              | Les pièces détachées                                       | David Turgeon et Vincent Giard                          | La mauvaise tête                   |
| 15e (2014) | 2013              | Vil et misérable                                           | Samuel Cantin                                           | Pow Pow                            |
| 14e (2013) | 2012              | Jane, le renard et moi                                     | Isabelle Arsenault et Fanny Britt                       | La Pastèque                        |
| 14e (2013) | 2012              | Glorieux printemps, tomes 1 et 2                           | Sophie Bédard                                           | Pow Pow                            |
| 14e (2013) | 2012              | Du chez-soi                                                | Ariane Dénommé                                          | La mauvaise tête                   |
| 14e (2013) | 2012              | French Kiss 1986                                           | Axelle Lenoir                                           | Glénat Québec                      |
| 14e (2013) | 2012              | La muse récursive                                          | David Turgeon                                           | La mauvaise tête                   |
| 13e (2012) | 2011              | Chroniques sauvages : Teshkan                              | François Lapierre                                       | Glénat Québec                      |
| 13e (2012) | 2011              | Le Dragon bleu                                             | Fred Jourdain, Robert Lepage et Marie Michaud           | Éditions Alto                      |
| 13e (2012) | 2011              | Le Fond du trou                                            | Jean-Paul Eid                                           | La Pastèque                        |
| 13e (2012) | 2011              | Mile End                                                   | Michel Hellman                                          | Pow Pow                            |
| 13e (2012) | 2011              | Paul au parc                                               | Michel Rabagliati                                       | La Pastèque                        |
| 12e (2011) | 2010              | Le Suicide de la déesse                                    | Simon Labelle                                           | Mécanique générale / Les 400 coups |
| 12e (2011) | 2010              | L’académie des chasseurs de primes t.2                     | Benoît Godbout, Yannick Champoux et Michel Lacombe      | Les 400 coups                      |
| 12e (2011) | 2010              | Apnée                                                      | Zviane                                                  | Pow Pow                            |
| 12e (2011) | 2010              | Jimmy et le Bigfoot                                        | Pascal Girard                                           | La Pastèque                        |
| 12e (2011) | 2010              | Vogue la valise                                            | Siris                                                   | La Pastèque                        |

Prix remis par Promo 9e art (bandes dessinées gagnantes uniquement) :
| Édition | Année de parution | Titre                                                    | Bédéiste                         | Maison d'édition   |
| ------- | ----------------- | -------------------------------------------------------- | -------------------------------- | ------------------ |
| 11e     | 2009              | Paul à Québec                                            | Michel Rabagliati                | La Pastèque        |
| 10e     | 2008              | Une piquante petite brunette                             | Albert Chartier                  | Les 400 coups      |
| 9e      | 2007              | Danger public                                            | Leif Tande et Philippe Girard    | La Pastèque        |
| 8e      | 2006              | Paul à la pêche                                          | Michel Rabagliati                | La Pastèque        |
| 7e      | 2005              | La Fugue                                                 | Pascal Blanchet                  | La Pastèque        |
| 6e      | 2004              | Le Naufragé de Memoria, t. 2 : L'abîme                   | Jean-Paul Eid et Claude Paiement | Les 400 coups      |
| 5e      | 2003              | Motus                                                    | Leif Tande                       | Mécanique générale |
| 4e      | 2002              | Paul a un travail d'été                                  | Michel Rabagliati                | La Pastèque        |
| 3e      | 2001              | La Mare au diable                                        | VoRo                             | Les 400 coups      |
| 2e      | 2000              | Paul à la campagne                                       | Michel Rabagliati                | La Pastèque        |
| 1er     | 1999              | Les Aventures de Pete Kevlar, t. 2 : K.O. pour Marzianno | Makoello                         | Mille-Îles         |

## Bédélys jeunesse Québec
Depuis 2022, ce prix récompense la meilleure bande dessinée d'un artiste québécois, publiée par une maison d'édition québécoise et destinée aux jeunes de moins de 14 ans. Il est accompagné d’une bourse de 1000 $ et d'un trophée unique créé par l’artiste Karl Dupéré-Richer.
Prix remis au début de l'année suivant l'année indiquée
| Édition    | Année de parution | Titre                                                    | Bédéiste                           | Maison d'édition        |
| ---------- | ----------------- | -------------------------------------------------------- | ---------------------------------- | ----------------------- |
| 26e (2025) | 2024              | La bibliothèque enchantée T.1 : Le livre aspirateur      | Jocelyn Boisvert et Enzo           | Éditions Michel Quintin |
| 26e (2025) | 2024              | Gilbert et les monstres                                  | Rhéa Dufresne et PisHier           | Les 400 coups           |
| 26e (2025) | 2024              | KIN-J T.1 : Le peuple du réseau                          | Stéphan Arche                      | Glénat Québec           |
| 26e (2025) | 2024              | Les Morilles T.1 : Pagaille dans la forêt des Marmillons | Chloé Baillargeon                  | Les Malins              |
| 26e (2025) | 2024              | Ma vie de zombie : Le champion du cimetière              | Éric Péladeau                      | Bayard Canada           |
| 25e (2024) | 2023              | J'aime pas ta robe                                       | Danielle Chaperon et Samuel Cantin | Monsieur Ed             |
| 25e (2024) | 2023              | Gervais et Conrad                                        | Iris Boudreau                      | Les 400 coups           |
| 25e (2024) | 2023              | La soupe au lait                                         | Émilie Leduc                       | Monsieur Ed             |
| 25e (2024) | 2023              | Le tiroir des bas tout seuls                             | Orbie                              | Les 400 coups           |
| 25e (2024) | 2023              | L'univers est un ninja, Le livre blanc                   | Alex A.                            | Presses aventure        |
| 24e (2023) | 2022              | Si on était..., tome 2                                   | Axelle Lenoir                      | Front Froid             |
| 24e (2023) | 2022              | Le facteur de l'espace, tome 3 : La faim du monde        | Guillaume Perreault                | La Pastèque             |
| 24e (2023) | 2022              | Parfois les lacs brûlent                                 | Geneviève Bigué                    | Front Froid             |
| 24e (2023) | 2022              | Pol Polaire, volume 2 : Le Mystérieux Docteur plastique  | Caroline Soucy                     | Glénat Québec           |
| 24e (2023) | 2022              | Reine Babette                                            | Rémy Simard                        | La Pastèque             |

## Bédélys indépendant francophone
Anciennement Bédélys fanzine, ce prix, attribué depuis 2008, récompense la meilleure bande dessinée de langue française auto-éditée et auto-distribuée au Québec au cours de l'année courante. Il est accompagné d’une bourse de 1000 $ et d'un trophée unique créé par l’artiste Karl Dupéré-Richer. La bourse était anciennement offerte par Promo 9e art.
Prix remis par le Festival BD de Montréal l'année suivant la parution des ouvrages :
| Bandes dessinées gagnantes  |
| Bandes dessinées finalistes |

| Édition    | Année de parution | Titre                           | Bédéiste                               |
| ---------- | ----------------- | ------------------------------- | -------------------------------------- |
| 26e (2025) | 2024              | Je ne suis pas un accident      | Lucile Bernard                         |
| 26e (2025) | 2024              | EXIT les vieux…le dernier étage | Jean-Pierre Dubé                       |
| 26e (2025) | 2024              | Journal Américain 2             | Aurélie Grand                          |
| 26e (2025) | 2024              | Muse de personne                | Aurore Juin                            |
| 26e (2025) | 2024              | Victuailles à volonté           | Greigori                               |
| 25e (2024) | 2023              | Crépuscule                      | Catherine de Gongre                    |
| 25e (2024) | 2023              | Astra                           | Annabelle Brazeau                      |
| 25e (2024) | 2023              | Cahier Dollorama                | Richard Suicide                        |
| 25e (2024) | 2023              | RPG Maker Mag numéro 1          | Saturnome                              |
| 25e (2024) | 2023              | Toutes les nuances de bruit     | Sandra Breault                         |
| 24e (2023) | 2022              | Déphasé / Phase Shift           | Jessi                                  |
| 24e (2023) | 2022              | Hier                            | Myriam Bourgeois                       |
| 24e (2023) | 2022              | Le tour de l'île                | Sara Pruneau Bélanger                  |
| 24e (2023) | 2022              | Métamorphose                    | Catherine de Gongre                    |
| 24e (2023) | 2022              | Montréal-Gaspé                  | Ariane Cloutier                        |
| 23e (2022) | 2021              | Tuer le peintre                 | Étienne Poisson et Olivier Robin       |
| 23e (2022) | 2021              | Le retour, tome 3 : Libération  | Francis McNamee et Laurence Dea Dionne |
| 23e (2022) | 2021              | Le temple des dieux fous        | François Brisson et Luc Chamberland    |
| 22e (2021) | 2020              | Boumeries, volume 10            | Boum                                   |
| 22e (2021) | 2020              | Grosses colères                 | Val-Bleu                               |
| 22e (2021) | 2020              | Kalipso volume 1                | Marie Blanchet                         |
| 22e (2021) | 2020              | Le feu des jours                | Colin Effray                           |
| 22e (2021) | 2020              | Saperli                         | Catherin                               |
| 21e (2020) | 2019              | Apo                             | Catherin                               |
| 21e (2020) | 2019              | Respire                         | Rabot                                  |
| 21e (2020) | 2019              | L'interprétation des bois       | Rod Legrand                            |
| 21e (2020) | 2019              | Boumeries, volume 9             | Boum                                   |
| 21e (2020) | 2019              | L'armée du Soleil, tome 1       | Anouk                                  |

Prix remis par Promo 9e art (bandes dessinées gagnantes uniquement) :
| Édition | Année de parution | Titre                                 | Bédéiste                          |
| ------- | ----------------- | ------------------------------------- | --------------------------------- |
| 20e     | 2018              | La fois où je suis tombé au carrefour | Daniel Pelchat                    |
| 19e     | 2017              | Contacts                              | Mélanie Leclerc                   |
| 18e     | 2016              | Un client habituel                    | Skip Jensen                       |
| 17e     | 2015              | Hillerød                              | Frederic Aulin                    |
| 16e     | 2014              | Minimax                               | François Donatien                 |
| 15e     | 2013              | Silent Worlds                         | Carlos Santos                     |
| 14e     | 2012              | Traumstadtdenken                      | Rupert Bottenberg                 |
| 13e     | 2011              | Les Bestiaire des fruits              | Zviane                            |
| 12e     | 2010              | Les Pièces détachées, tome 1 et 2     | Vincent Giard et David Turgeon    |
| 11e     | 2009              | Rapport de stage                      | Laurence Lemieux et Pascal Girard |
| 10e     | 2008              | MensuHell, no. 109                    | collectif                         |

## Bédélys indépendant anglophone
Le prix Bédélys indépendant (anglophone) est offert pour la première fois en 2020. Le prix est accompagné d'une bourse de 1000$ et d'un trophée unique créé par l’artiste Karl Dupéré-Richer.
Prix remis par le Festival BD de Montréal l'année suivant la parution des ouvrages :
| Bandes dessinées gagnantes  |
| Bandes dessinées finalistes |

| Édition    | Année de parution | Titre                                 | Bédéiste                          |
| ---------- | ----------------- | ------------------------------------- | --------------------------------- |
| 26e (2025) | 2024              | I, THE PEOPLE                         | Natacha Novem                     |
| 26e (2025) | 2024              | The String                            | Helen Park                        |
| 26e (2025) | 2024              | Walsy: The Red Glove                  | Sarah Kourkejian                  |
| 26e (2025) | 2024              | WestWolf: Dead or alive               | Denis Hotte et Nino Mancuso       |
| 26e (2025) | 2024              | Woven                                 | Joshua Barkman                    |
| 25e (2024) | 2023              | Spores                                | Joshua Barkman                    |
| 25e (2024) | 2023              | Augustine, Vol. 1                     | Winter Jay Kiakas and Tas Mukanik |
| 25e (2024) | 2023              | Barb: Bloodbath & Beyond              | Jonathan Burrello                 |
| 25e (2024) | 2023              | Hell of a Night                       | Geneviève Bigué                   |
| 25e (2024) | 2023              | Softy                                 | Sarah Gysin                       |
| 24e (2023) | 2022              | Lost Virtue #0                        | Art or Die                        |
| 24e (2023) | 2022              | Cave Grave                            | Shawn Kuruneru                    |
| 24e (2023) | 2022              | Insomnia Funnies                      | James Collier                     |
| 24e (2023) | 2022              | It'll be alright                      | Ariane Cloutier                   |
| 24e (2023) | 2022              | It's a blur                           | Éric Péladeau                     |
| 23e (2022) | 2021              | ARC Twenty-Nine #4.1, 4.2 & 4.3       | Marc Michaud                      |
| 23e (2022) | 2021              | RDW – A Tale of Lost Fantasy – VOL 01 | Marco Rudy                        |
| 23e (2022) | 2021              | Misfits: 3 Strips from Hell           | Cartoonist Cac                    |
| 23e (2022) | 2021              | The Seed                              | Sid Church                        |
| 23e (2022) | 2021              | Zen and the Ephemeral                 | Laurence Dea Dionne               |
| 22e (2021) | 2020              | Hi, stranger                          | Anouk                             |
| 22e (2021) | 2020              | Frog and Toad are Queer               | Nina Drew                         |
| 22e (2021) | 2020              | Kalipso Part 1                        | Marie Blanchet                    |
| 22e (2021) | 2020              | OK OK Comics Volume 1                 | Colin L. Racicot                  |
| 21e (2020) | 2019              | Stone Fruit                           | Lee Lai                           |
| 21e (2020) | 2019              | ARC Twenty-Nine                       | Marc Michaud                      |
| 21e (2020) | 2019              | Everything is Super                   | Captain Rottsteak                 |
| 21e (2020) | 2019              | Paint the Town Red                    | Winter Jay Kiakas and Tas Mukanik |

## Bédélys étranger
Anciennement Bédélys or [1999-2010], puis Bédélys monde [2011-2016], ce prix récompense la meilleure bande dessinée hors Québec de langue française, à partir d'une sélection d'une dizaine de finalistes.
Prix remis par le Festival BD de Montréal l'année suivant la parution des ouvrages :
| Bandes dessinées gagnantes  |
| Bandes dessinées finalistes |

| Édition    | Année de parution | Titre                                  | Bédéiste                                               | Maison d'édition     |
| ---------- | ----------------- | -------------------------------------- | ------------------------------------------------------ | -------------------- |
| 26e (2025) | 2024              | Impénétrable                           | Alix Garin                                             | Le Lombard           |
| 26e (2025) | 2024              | Walicho                                | Sole Otero                                             | Çà et Là             |
| 26e (2025) | 2024              | Âme augmentée                          | Ezra Claytan Daniels                                   | 404 Éditions         |
| 26e (2025) | 2024              | Au-dedans                              | Will McPhail                                           | 404 Éditions         |
| 26e (2025) | 2024              | Deux filles nues                       | Luz                                                    | Albin Michel         |
| 26e (2025) | 2024              | Ernestine                              | Salomé Lahoche                                         | Même pas mal         |
| 26e (2025) | 2024              | Ginseng Roots – Racines                | Craig Thompson                                         | Casterman            |
| 26e (2025) | 2024              | La route                               | Manu Larcenet                                          | Dargaud              |
| 26e (2025) | 2024              | Le Feu de saint Antoine                | Nicolas Pegon                                          | Réalistes            |
| 26e (2025) | 2024              | Racines                                | Lou Lubie                                              | Delcourt             |
| 25e (2024) | 2023              | Des maux à dire                        | Bea Lema                                               | Sarbacane            |
| 25e (2024) | 2023              | Astra Nova                             | Lisa Blumen                                            | L'Employé du Moi     |
| 25e (2024) | 2023              | Chumbo                                 | Matthias Lehmann                                       | Casterman            |
| 25e (2024) | 2023              | Creuser, voguer                        | Delphine Panique                                       | Cornelius            |
| 25e (2024) | 2023              | Do A Power bomb                        | Daniel Warren Johnson et Mike Spicer                   | Urban comics         |
| 25e (2024) | 2023              | Dum Dum                                | Lukasz Wojciechowski                                   | Çà et Là             |
| 25e (2024) | 2023              | Frontier                               | Guillaume Singelin                                     | Rue de Sèvres        |
| 25e (2024) | 2023              | Ils brûlent, T.1                       | Aniss El Hamouri                                       | 6 pieds sous terre   |
| 25e (2024) | 2023              | Le ciel dans la tête                   | Antonio Altarriba, Sergio García Sánchez et Lola Moral | Denoël               |
| 25e (2024) | 2023              | Le visage de Pavil                     | Jeremy Perrodeau                                       | 2024                 |
| 24e (2023) | 2022              | Peau                                   | Sabien Clement et Mieke Versyp                         | Çà et Là             |
| 24e (2023) | 2022              | Fungirl                                | Elizabeth Pich                                         | Les Requins Marteaux |
| 24e (2023) | 2022              | Khat, journal d'un réfugié             | Ximo Abadía                                            | La Joie de lire      |
| 24e (2023) | 2022              | La Couleur des choses                  | Martin Panchaud                                        | Çà et Là             |
| 24e (2023) | 2022              | La Jungle                              | Nicolas Presl                                          | Atrabile             |
| 24e (2023) | 2022              | Le petit frère                         | JeanLouis Tripp                                        | Casterman            |
| 24e (2023) | 2022              | Le Poids des héros                     | David Sala                                             | Casterman            |
| 24e (2023) | 2022              | Merel                                  | Clara Lodewick                                         | Dupuis               |
| 24e (2023) | 2022              | Petar & Liza                           | Miroslav Sekulic-Struja                                | Actes sud            |
| 24e (2023) | 2022              | Shadow life                            | Hiromi Goto et Ann Xu                                  | Ankama               |
| 23e (2022) | 2021              | Écoute, jolie Márcia                   | Marcello Quintanilha                                   | Çà et Là             |
| 23e (2022) | 2021              | Blanc autour                           | Wilfrid Lupano et Stéphane Fert                        | Dargaud              |
| 23e (2022) | 2021              | Dessiner encore                        | Coco                                                   | Les Arènes           |
| 23e (2022) | 2021              | Le grand vide                          | Léa Murawiec                                           | 2024                 |
| 23e (2022) | 2021              | Mégafauna                              | Nicolas Puzenat                                        | Sarbacane            |
| 23e (2022) | 2021              | Radium Girls                           | Cy                                                     | Glénat               |
| 23e (2022) | 2021              | René·e aux bois dormants               | Elene Usdin                                            | Sarbacane            |
| 23e (2022) | 2021              | Soleil mécanique                       | Lukasz Wojciechowski                                   | Çà et Là             |
| 23e (2022) | 2021              | Sur la piste                           | Henry McCausland                                       | Presque Lune         |
| 23e (2022) | 2021              | Vers la tempête                        | Jean-Sébastien Bérubé                                  | Futuropolis          |
| 22e (2021) | 2020              | Peau d'homme                           | Hubert et Zanzim                                       | Glénat               |
| 22e (2021) | 2020              | Anaïs Ni: Sur la mer des mensonges     | Léonie Bischoff                                        | Casterman            |
| 22e (2021) | 2020              | Carbone et silicium                    | Mathieu Bablet                                         | Ankama               |
| 22e (2021) | 2020              | Clyde Fans                             | Seth                                                   | Delcourt             |
| 22e (2021) | 2020              | Eileen Gray: Une maison sous le soleil | Charlotte Malterre-Barthes et Zosia Dzierzawska        | Dargaud              |
| 22e (2021) | 2020              | Géante                                 | Jean-Christophe Deveney et Núria Tamarit               | Delcourt             |
| 22e (2021) | 2020              | Hors-saison                            | James Sturm                                            | Delcourt             |
| 22e (2021) | 2020              | L'accident de chasse                   | David L. Carlson et Landis Blair                       | Sonatine             |
| 22e (2021) | 2020              | Pucelle 1: Débutante                   | Florence Dupré La Tour                                 | Dargaud              |
| 22e (2021) | 2020              | Vernon Subutex                         | Virginie Despentes et Luz                              | Albin Michel         |
| 22e (2020) | 2019              | Sabrina                                | Nick Drnaso                                            | Presque Lune         |
| 22e (2020) | 2019              | Dans un rayon de soleil                | Tillie Walden                                          | Gallimard            |
| 22e (2020) | 2019              | Le dieu vagabond                       | Fabrizio Dori                                          | Sarbacane            |
| 22e (2020) | 2019              | Enferme-moi si tu peux                 | Pandolfo et Risbjerg                                   | Casterman            |
| 22e (2020) | 2019              | In Waves                               | AJ Dungo                                               | Casterman            |
| 22e (2020) | 2019              | Nagasaki                               | Agnès Hostache                                         | Lézard Noir          |
| 22e (2020) | 2019              | Penss et le plis du monde              | Jérémie Moreau                                         | Delcourt             |
| 22e (2020) | 2019              | Préférence système                     | Ugo Bienvenu                                           | Denoël               |
| 22e (2020) | 2019              | Saison des roses                       | Chloé Wary                                             | FLBLB                |

Prix remis par Promo 9e art (bandes dessinées gagnantes uniquement) :
| Édition | Année de parution | Titre                                              | Bédéiste                                               | Maison d'édition |
| ------- | ----------------- | -------------------------------------------------- | ------------------------------------------------------ | ---------------- |
| 20e     | 2018              | Courtes distances                                  | Joff Winterhart                                        | Çà et Là         |
| 19e     | 2017              | Les cent nuits de Héro                             | Isabel Greenberg                                       | Casterman        |
| 18e     | 2016              | Stupor Mundi                                       | Néjib                                                  | Gallimard        |
| 17e     | 2015              | Panthère                                           | Brecht Evens                                           | Actes Sud BD     |
| 16e     | 2014              | Building stories                                   | Chris Ware                                             | Delcourt         |
| 15e     | 2013              | L'entrevue                                         | Manuele Fior                                           | Futuropolis      |
| 14e     | 2012              | Quai d'Orsay : Chroniques diplomatiques, tome 2    | Christophe Blain et Abel Lanzac                        | Dargaud          |
| 13e     | 2011              | Portugal                                           | Cyril Pedrosa                                          | Dupuis           |
| 12e     | 2010              | Lydie                                              | Jordi Lafebre et Zidrou                                | Dargaud          |
| 11e     | 2009              | Paul à Québec                                      | Michel Rabagliati                                      | La Pastèque      |
| 10e     | 2008              | Lulu femme nue, tome 1                             | Étienne Davodeau                                       | Futuropolis      |
| 9e      | 2007              | RG, tome 1 : Ryad-sur-Seine                        | Frederik Peeters et Pierre Dragon                      | Gallimard        |
| 8e      | 2006              | Les Petits Ruisseaux                               | Pascal Rabaté                                          | Futuropolis      |
| 7e      | 2005              | L'Aigle sans orteils                               | Lax                                                    | Dupuis           |
| 6e      | 2004              | Le Photographe, tome 2                             | Emmanuel Guibert, Didier Lefèvre et Frédéric Lemercier | Dupuis           |
| 5e      | 2003              | Quartier lointain, tome 1                          | Jirō Taniguchi                                         | Casterman        |
| 4e      | 2002              | Le Dessin                                          | Marc-Antoine Mathieu                                   | Delcourt         |
| 3e      | 2001              | Amours fragiles, tome 1 : « Le dernier printemps » | Jean-Michel Beuriot et Philippe Richelle               | Casterman        |
| 2e      | 2000              | Bételgeuse, tome 1 : « La planète »                | Leo                                                    | Dargaud          |
| 1er     | 1999              | Le Sursis, tome 2                                  | Jean-Pierre Gibrat                                     | Dupuis           |

## Bédélys jeunesse
Ce prix récompense la meilleure bande dessinée de langue française, destinée aux jeunes de 7 à 14 ans. Son jury de lecture, qui varie chaque année, est composé de jeunes lecteurs de bibliothèques du Réseau des Bibliothèques de la Ville de Montréal, qui parraine le prix depuis 2000. Depuis 2023, les œuvres éditées au Québec sont sélectionnées dans une catégorie séparée, les prix Bédélys jeunesse Québec.
Prix remis par le Festival BD de Montréal l'année suivant la parution des ouvrages :
| Bandes dessinées gagnantes  |
| Bandes dessinées finalistes |

| Édition    | Année de parution | Titre                                              | Bédéiste                                  | Maison d'édition        |
| ---------- | ----------------- | -------------------------------------------------- | ----------------------------------------- | ----------------------- |
| 26e (2025) | 2024              | Quand la nuit tombe – Lisou                        | Marion Achard et Toni Galmès              | Delcourt                |
| 26e (2025) | 2024              | La nouvelle                                        | Cassandra Calin                           | Scholastic              |
| 26e (2025) | 2024              | Chaton mignon T.1 : En action                      | Mason Dickerson                           | Gallimard               |
| 26e (2025) | 2024              | Chasseuse de fantômes                              | Shawnelle & Shawneé Gibbs et Emily Cannon | Jungle                  |
| 26e (2025) | 2024              | Décrocher la lune                                  | Wendy Mass et Gabi Mendez                 | Jungle                  |
| 25e (2024) | 2023              | L'échappée belle                                   | Faith Erin Hicks                          | Rue de Sèvres           |
| 25e (2024) | 2023              | Frizzy                                             | Claribel A. Ortega, Rose Bousamra         | Jungle                  |
| 25e (2024) | 2023              | L'été du vertige                                   | Adlynn Fischer                            | La Ville Brûle          |
| 25e (2024) | 2023              | La malédiction de Mamo                             | Sas Milledge                              | Jungle                  |
| 25e (2024) | 2023              | La cité des dragons : N° 1 - La tempête de l’éveil | Jaimal Yogis et Vivian Truong             | Scholastic              |
| 24e (2023) | 2022              | L'espace d'un instant                              | Niki Smith                                | Rue de Sèvres           |
| 24e (2023) | 2022              | Allergique                                         | Megan Wagner Lloyd et Michelle Mee Nutter | Scholastic              |
| 24e (2023) | 2022              | La cité des secrets                                | Victoria Ying                             | Bande d'ados            |
| 24e (2023) | 2022              | La fille venue de la mer                           | Molly Knox Ostertag                       | Scholastic              |
| 24e (2023) | 2022              | Les sorcières de Brooklyn, Vol. 1                  | Sophie Escabasse                          | Bande d'ados            |
| 23e (2022) | 2021              | Snapdragon                                         | Kat Leyh                                  | Kinaye                  |
| 23e (2022) | 2021              | Elles T.1 : La nouvelle(s)                         | Kid Toussaint et Aveline Stokart          | Le Lombard              |
| 23e (2022) | 2021              | L’année où je suis devenue ado                     | Nora Dåsnes                               | Casterman               |
| 23e (2022) | 2021              | La Ferme Petit Pois T.1 : La nouvelle vie de Jen   | Lucy Knisley                              | Gallimard               |
| 23e (2022) | 2021              | Lightfall T.1 : La dernière flamme                 | Tim Probert                               | Gallimard               |
| 22e (2021) | 2020              | Sacrées sorcières                                  | Pénélope Bagieu                           | Gallimard               |
| 22e (2021) | 2020              | Blue au pays des songes                            | Davide Tosello                            | Vents d'ouest           |
| 22e (2021) | 2020              | Nico Bravo et le chien d'Hadès                     | Mike Cavallaro                            | Kinaye                  |
| 22e (2021) | 2020              | Nat tout court                                     | Maria Scrivan                             | Scholastic              |
| 22e (2021) | 2020              | Omniscients                                        | Vincent Dugomier                          | Le Lombard              |
| 21e (2020) | 2019              | Un été d'enfer                                     | Vera Brosgol                              | Rue de Sèvres           |
| 21e (2020) | 2019              | Hercule, agent intergalactique                     | Dalena et Zabus                           | Le Lombard              |
| 21e (2020) | 2019              | Légendes Zurbaines                                 | Nick Pruno, Paul Downs et Michael Yates   | Les Humanoïdes Associés |
| 21e (2020) | 2019              | Animal Jack                                        | Kid Toussaint et Miss Prickly             | Dupuis                  |
| 21e (2020) | 2019              | 109, rue des Soupirs                               | Yomgui et Mr Tan                          | Casterman               |

Prix remis par Promo 9e art au début de l'année suivant l'année indiquée (bandes dessinées gagnantes seulement) :
- 2018 : Le garçon sorcière, Molly Knox Ostertag, Scholastic
- 2017 : Momo, tome 1, Jonathan Garnier et Rony Hottin, Casterman
- 2016 : Fantômes, Raina Telgemeier, Scholastic
- 2015 : Le jardin de Minuit (d’après le roman de Philippa Pearce), Édith, Soleil
- 2014 : Sœurs, Raina Telgemeier, Scholastic
- 2013 : Louca, tome 1 : « Coup d'envoi », Bruno Dequier, Dupuis
- 2012 : Le fantôme d'Anya, Vera Brosgol, La Courte Échelle
- 2011 : Légendes de la garde, t. 2 : « Hiver 1152 », David Petersen, Gallimard
- 2010 : Mon pépé est un fantôme, t. 3, TaDuc et Nicolas Barral, Dupuis
- 2009 : Pico Bogue, t. 3 : « Question d'équilibre », Alexis Dormal et Dominique Roques, Dargaud
- 2008 : Zarla, t. 2 : « Le Dragon blanc », Guilhem et Jean-Louis Janssens, Dupuis
- 2007 : Les P'tits Diables, t. 6 : « Sœur à vendre », Olivier Dutto, Soleil
- 2006 : Spirou et Fantasio, t. 49 : « Spirou et Fantasio à Tokyo », José Luis Munuera et Jean-David Morvan, Dupuis
- 2005 : Lou !, t. 2 : « Mortebouse », Julien Neel, Glénat
- 2004 : Lou !, t. 1 : « Journal infime », Julien Neel, Glénat
- 2003 : Le Trio Bonaventure, t. 1 : « La maison jaune », Édith et Corcal, Delcourt

- 2002 : Womoks, t. 1 : « Mutant, suspend ton vol », Reno et Boulet, Glénat
- 2001 : Jojo, t. 10 : « La chance de Sébastien », André Geerts, Dupuis
- 2000 : Cotton Kid, t. 2 : « Charivari dans les bayous », Pearce et Jean Léturgie, Vents d'Ouest
- 1999 : Un drôle d'ange gardien, t. 1, Sandrine Revel et Denis-Pierre Filippi, Delcourt

## Prix spécial, Mention du jury et Bédélys Média
Ces prix ont été attribués occasionnellement à des œuvres finalistes, non-récompensées dans leurs catégories respectives.
Prix et mentions remis par le Festival BD de Montréal :
| Édition    | Année de parution | Titre                | Bédéiste               | Maison d'édition   | Catégorie        |
| ---------- | ----------------- | -------------------- | ---------------------- | ------------------ | ---------------- |
| 22e (2021) | 2020              | Pucelle 1: Débutante | Florence Dupré La Tour | Dargaud            | Bédélys Étranger |
| 21e (2020) | 2019              | Projet Shiatsung     | Brigitte Archambault   | Mécanique Générale | Bédélys Québec   |

Prix et mentions remis par Promo 9e art
Prix remis au début de l'année suivant l'année indiquée
- 2017 : Moi aussi je voulais l'emporter, Julie Delporte, Pow Pow
- 2016 : Joey Pyro : la face collée sur l'asphalte, Jordanne Maynard
- 2014 : J'aime les filles, Diane Obomsawin, L'Oie de Cravan
- 2013 : Big questions, Anders Nilsen, L'Association
- 2012 : French Kiss 1986, Michel Falardeau, Glénat Québec
- 2011 : Le fond du trou, Jean-Paul Eid, La Pastèque
- 2009 : Tuer Vélasquez, Philippe Girard, Glénat Québec

Bédélys Trémolo, remis le 17 février 2004
- 2003 : Coffret Quartier lointain (t.1-2), Jirō Taniguchi, Casterman

Bédélys Découverte, remis en novembre de l'année indiquée
- 2002 : Pilules bleues, Frederik Peeters, Atrabile
- 2001 : Rural !, Étienne Davodeau, Delcourt
- 2000 : Moréa, t.1 : Le sang des anges, Thierry Labrosse, Soleil

Mention du jury de lecture, remis en novembre de l'année indiquée
- 2002 : La Nouvelle Bande dessinée, Hugues Dayez, Niffle
- 2001 : From Hell, Eddie Campbell et Alan Moore, Delcourt
- 2000 : BDQ : Répertoire des publications de bandes dessinées au Québec des origines à nos jours, Michel Viau, Mille-Îles

Bédélys Coup de cœur, remis en novembre de l'année indiquée
- 1999 : L'Histoire d'un vilain rat, Bryan Talbot, Vertige Graphic

Bédélys Média
Ce prix, qui n'a été attribué qu'un fois, a été remis par un jury composé de journalistes qui devait voter parmi la liste des titres de la sélection officielle.
- 2002 : Paul a un travail d'été, Michel Rabagliati, La Pastèque